# ام‌وی اولیس (۱۹۴۱)
ام‌وی اولیس (۱۹۴۱) (به انگلیسی: MV Ulysses (1941)) یک کشتی بود که طول آن ۱۳۰ فوت ۲ اینچ (۳۹٫۶۷ متر) بود. این کشتی در سال ۱۹۴۱ ساخته شد.